# Shelby McEwen
Shelby McEwen, född 6 april 1996, är en amerikansk friidrottare som tävlar i höjdhopp.

## Karriär
Vid inomhusvärldsmästerskapen i friidrott 2024 tog McEwen silver i höjdhopp. Vid OS 2024 tog han silver i höjdhopp efter att ha förlorat i omhoppning om guldet mot Hamish Kerr. Båda klarade 2,36 meter, vilket var nytt personbästa för McEwen.